# Raumahara rongo
Raumahara rongo är en kräftdjursart som beskrevs av Barnard 1972. Raumahara rongo ingår i släktet Raumahara och familjen Stenothoidae. Inga underarter finns listade i Catalogue of Life.